# Bas Alentejo (sous-région)
Pour les articles homonymes, voir Bas Alentejo et Alentejo (homonymie).

Logo de la communauté intermunicipale

Localisation du Bas Alentejo.

Le Bas Alentejo – en portugais : Baixo Alentejo – est une des 30 sous-régions statistiques du Portugal.
Avec 4 autres sous-régions, il forme l'Alentejo.
Cette sous-région est homonyme d'une ancienne province, sans que les deux territoires se recoupent.

## Géographie
Le Bas Alentejo est limitrophe :
- au nord, de l'Alentejo central,
- à l'est, de l'Espagne,
- au sud, de l'Algarve,
- à l'ouest, de l'Alentejo littoral.

## Données diverses
- Superficie : 8 660 km2
- Population (2001) :  135 105 hab.
- Densité de population : 15,6 hab./km2

## Subdivisions
Le Bas Alentejo groupe treize municipalités (conselhos ou municípios, en portugais) :
- Aljustrel
- Almodôvar
- Alvito
- Barrancos
- Beja
- Castro Verde
- Cuba
- Ferreira do Alentejo
- Mértola
- Moura
- Ourique
- Serpa
- Vidigueira

1. 1 2  « Official Journal L 87/2023 », sur eur-lex.europa.eu (consulté le 13 janvier 2024)